# Adopt Me!
Adopt Me! (стилізовано великими літерами ) — багатокористувацька онлайн-гра, розроблена Uplift Games на ігровій платформі Roblox.  Спочатку гра була спрямована на рольову гру, у якій гравці прикидалися або батьком, який усиновив дитину, або дитиною, яку усиновили, але з подальшим розвитком гри її фокус змістився на усиновлення та догляд за різними дітьми. різні віртуальні домашні тварини, якими можна обмінюватися з іншими гравцями.  Uplift Games, незалежна студія, що стоїть за грою, налічує приблизно 40 людей і заробляє 60 мільйонів доларів на рік, в основному за рахунок мікротранзакцій .   Станом на вересень 2022 року гра налічувала в середньому 160 000 одночасних гравців, що робило її однією з найпопулярніших і найуспішніших ігор на Roblox.  Станом на листопад 2022 року Adopt Me! досягла 30,8 мільярдів відвідувань, понад 25 мільйонів уподобань і все ще є однією з найпопулярніших ігор серед поточних користувачів, їхній рекорд – оновлення одягу ваших домашніх тварин, що дає їм більше 1,6 мільйонів одночасних гравців. На початку 20-х була найпопулярнішою, та зараз цей плейс змістили Brookhaven RP та Blox Fruits.

## Ігровий процес
Adopt Me! обертається навколо усиновлення та догляду за різноманітними типами домашніх тварин, які вилуплюються з яєць.  Деяких домашніх тварин можна придбати лише за віртуальну валюту Roblox.  Тварини поділяються на 5 класів залежно від рідкості та вартості. Ці групи поширені, незвичайні, рідкісні, ультрарідкісні та легендарні.  Вилупившись, домашні тварини переростають із початкового статусу новонароджених, стають підлітками, підлітками, підлітками, після підлітків і, зрештою, стають повноцінними.   Якщо у гравця є чотири дорослих тварини одного типу, вони можуть об’єднати їх, щоб створити «Неонову» тварину, а чотирьох дорослих неонових тварин можна об’єднати в «Мега-Неонову» тварину.  Покупки в грі можна здійснювати за допомогою Robux та валюти Adopt Me!, яка просто називається "бакси". Бакси можна заробити, задовольняючи потреби домашньої тварини, наприклад давати їй їсти та пити, серед інших методів.  Гравці також можуть всиновлювати дітей і грати в ролі з іншими користувачами. 

## Історія
До 2018 року Adopt Me! була виключно про усиновлення дітей, відповідно до кількох попередніх ігор Roblox з такою ж концепцією.  Спочатку гра була результатом співпраці двох користувачів Roblox, які користуються іменами користувачів «Bethink» і «NewFissy».   Adopt Me! влітку 2019 року додали функцію усиновлюваних домашніх тварин, що призвело до стрімкого зростання популярності гри.  В Adopt Me! було зіграно трохи більше трьох мільярдів разів до грудня 2019 року.  Першого квітня 2020 року Adopt Me! отримав оновлення, яке містило тварину каменя, доступну протягом обмеженого часу. Це оновлення призвело до того, що гра досягла 680 000 активних гравців, що привернуло увагу, оскільки це втричі більше, ніж на платформі Steam з найбільшою кількістю активних гравців на той час у Mount & Blade II: Bannerlord.   У липні 2020 року в гру зіграли понад десять мільярдів разів.  До березня 2021 року в Adopt Me! було близько 20 мільярдів відвідувань. 

### Рекламні заходи
4 травня 2020 року Uplift Games і DreamCraft співпрацювали з Warner Bros. Pictures і Warner Animation Group, і просували CGI-анімаційний фільм Скубі-Ду! . У рамках події Скубі-Ду (як цуценя) було введено в гру як тимчасового улюбленця, де гравці могли їздити на Mystery Machine (також тимчасово) і виконувати завдання, де вони могли допомогти знайти зниклий нашийник в обмін на три аксесуари для домашніх тварин з детективної теми. Після завершення події тварина, транспортний засіб і нашийник були вилучені з гри. 
Через рік, 18 листопада 2021 року, вони співпрацювали з Universal Pictures та Illumination для просування CGI-анімаційного фільму «Співай 2». Під час події гравці могли поговорити з Бастером Муном біля сцени, щоб виконати завдання з пошуку різних частинок на карті в обмін на шолом для домашніх тварин Galaxy Explorer. NPC Бастера Муна, сцену та частини було вилучено з гри після завершення події. 
16 червня 2022 року вони співпрацювали з Universal Pictures та Illumination Entertainment для просування CGI-анімаційного фільму «Посіпаки: Становлення лиходія». Ця подія дозволила гравцям поговорити з Гру, щоб прийняти яйце посіпаки зодіаку. Тоді гравці можуть виконати різні завдання, щоб з яйця вилупилося пташеня-посіпака зодіаку. 

## Гравці
Найбільша кількість активних гравців Adopt Me! сягнула 1,92 млн.  Близько третини гравців Roblox на Xbox One грають у Adopt Me!.  Через наявність мікротранзакцій у грі та цільової демографічної групи – маленьких дітей, були випадки, коли діти витрачали великі суми грошей на Adopt Me!, зокрема стався один конкретний випадок, коли дитина з Австралії витратила на гру 8000 австралійських доларів (6348,88 доларів США). 
Щоразу, коли відбувається велике оновлення гри, кількість гравців, які грають, може зрости втричі, що може спричинити збої на всій платформі Roblox. 

## Рецепція
Adopt Me! отримали загалом позитивні відгуки критиків. PCGamesN, оглядаючи ігри, які вони вважають найкращими у Roblox, описали її як «милу» та позитивно порівняли із серією Petz,  тоді як Screen Rant описали її як одну з найкращих рольових ігор у Roblox. 
Гру було номіновано на «Улюблену відеогру» на Kids' Choice Awards 2023. 

### Шахрайство
Як і в 2021 році, гра стала сумнозвісною через зростання кількості шахраїв, які обманюють гравців, щоб отримати віртуальних тварин. Через високу вартість улюбленців у грі, де деякі рідкісні тварини продаються до 300 доларів США на сайтах поза платформою, велика субкультура шахраїв виросла в Adopt Me!. Оскільки основна база користувачів Adopt Me! є молодшою за решту Roblox, вони особливо вразливі до шахраїв.  
Одним із найпоширеніших способів, за допомогою яких шахраї здійснюють обмани, є «довірчі угоди», у яких шахрай змушує гравця довірити йому рідкісний віртуальний предмет, обіцяючи його повернути.  Якщо шахрай отримує цінний предмет, він або вийде з гри з віртуальним предметом жертви, не залишивши жертві можливості отримати його назад, або заблокує жертву та продовжить обманювати інших користувачів. 
5 листопада 2020 року Adopt Me! випустили кілька нових функцій, зосереджених на боротьбі з шахрайством, зокрема введення «ліцензій на торгівлю», які необхідно отримати, аби обмінювати тварин певної рідкісності та у певній кількості. Також було додано історію обмінів та нові сповіщення для гравця, якщо гра виявляє помітно нечесну торгівлю. 